# Niccolò Roccatagliata

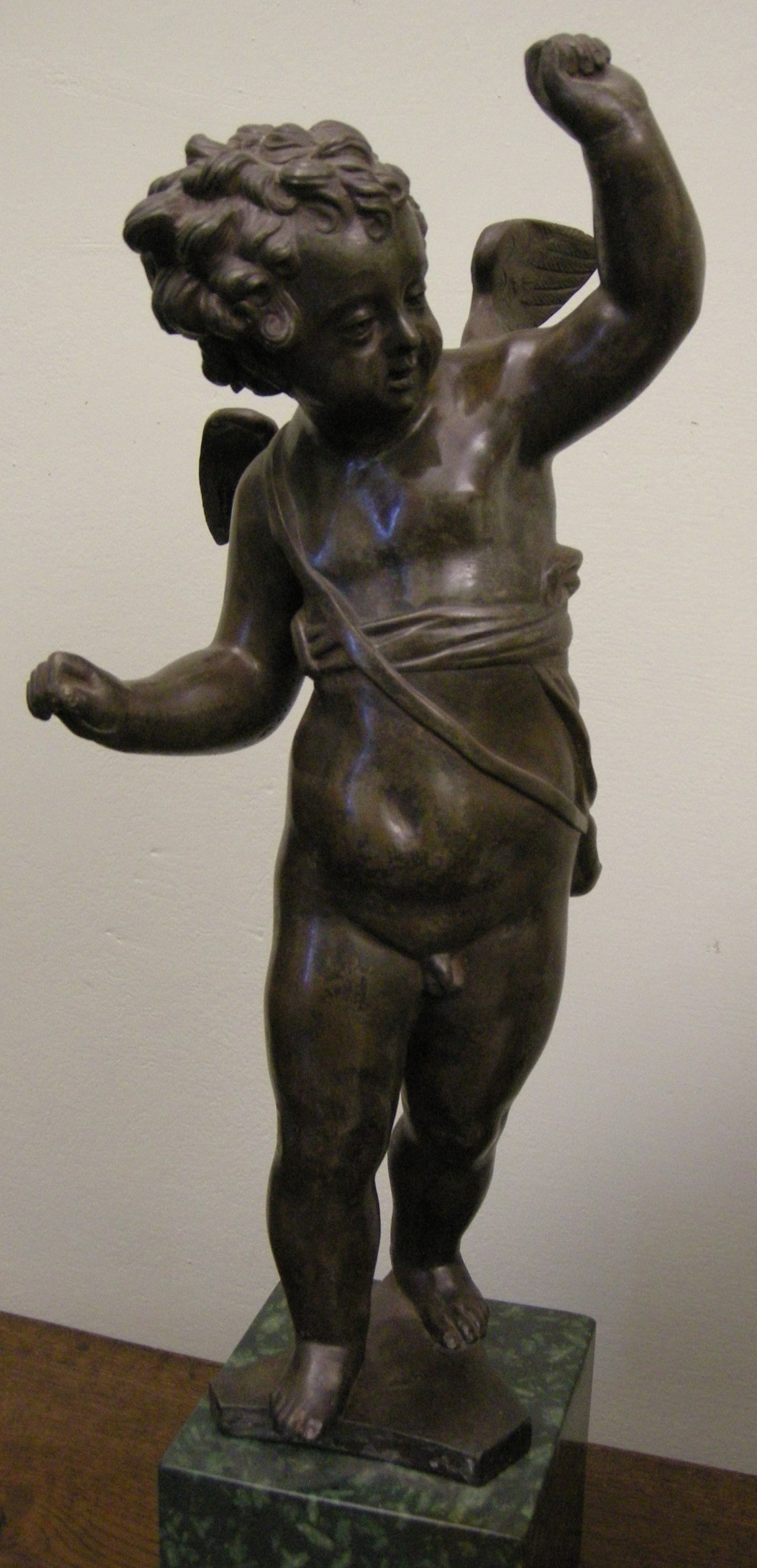
Cupido, Casa museo Rodolfo Siviero, Firenze

Niccolò Roccatagliata (Genova, 1559 circa – Venezia, 22 ottobre 1629) è stato uno scultore italiano.

## Biografia
L'attività dell'artista è documentata a Venezia dal 1593 al 1636. Discepolo di Cesare Groppo, Roccatagliata si distingue fra i seguaci del Sansovino per la maniera mossa e pittorica, assai vicina a quella, più saldamente costruita, del Vittoria, tanto è vero che è dubbia tra i due artisti l'attribuzione delle statuette di terracotta che servivano al Tintoretto per studiare gli effetti plastico-luministici delle sue pitture.
Una svelta eleganza tardo-cinquecentesca caratterizza la produzione a San Giorgio Maggiore di Venezia, in particolare i Santi Stefano e Giorgio della balaustra del coro e due candelabri in bronzo della sagrestia; e anche le statuette di soggetto mitologico: Bacco, Ercole e Meleagro al Kunsthistorisches Museum di Vienna.
La sua opera più tarda rivela, nell'accentuarsi del pittoricismo, un'inclinazione al barocco: si pensi al paliotto con la Deposizione, nella sagrestia di San Moisè, a Venezia, del 1636, in collaborazione col figlio Sebastiano Roccatagliata, dal rilievo estremamente basso e con una composizione affollata di figure al punto di suggerire l'idea di un turbinìo pittorico.